# 片岡進之介
片岡 進之介（かたおか しんのすけ　1967年（昭和42年）9月4日 - ）は、歌舞伎役者、俳優。屋号は松嶋屋。定紋は追っかけ五枚銀杏。

## 概要
京都府生まれ。五代目片岡我當の長男。1971年（昭和46年）2月、大阪新歌舞伎座「桜しぐれ」のかむろで初舞台。
立役。祖父の十三代目仁左衛門によく似た面差しだが、現代的な雰囲気もある。父・我當とともに毎年6月の関西歌舞伎教室巡演に参加している。『時平の七笑』の判官代輝国や『石切梶原』の色奴など、二枚目の役を多く演じている。松嶋屋の家の芸を受け継ぐ大きな目標をもつ。
身長173cm、趣味はサーフィン。好きな花はバラ。焼肉が好物。
2012年、重要無形文化財（総合認定）に認定され、伝統歌舞伎保存会会員となる。

## 受賞歴
- 1974年（昭和49年）国立劇場特別賞
- 1987年（昭和62年）眞山青果賞新人賞

## 出演作品

### テレビドラマ
• 眠狂四郎無頼控　第11話「妖鬼一閃！おんな牢秘話」（1983年、テレビ東京）- 伊沢鉄之助 役

### 映画
- 2008年（平成20年） シベリア超特急5